# Escut de València
L'escut de València és un símbol representatiu tradicional del municipi de València. Malgrat no haver estat oficialitzat en el DOGV, es correspondria amb el següent blasonament:
| « | Escut caironat. En camp d'or, quatre pals de gules. Al timbre, corona reial oberta, tradicional al Regne de València. Per cimera, un ratpenat, de sable. Acostat, l'escut, de dues eles d'or coronades, i envoltat per dues branques de llorer, de sinople, encreuades per la base i lligades amb un llaç de gules. | » |

## Història
Segons Lluís Tramoyeres i Vicent Vives i Liern, l'evolució de l'escut de València es podria agrupar en quatre períodes: Un primer període amb un escut puntegut amb els quatre pals vermells sobre fons d'or, sense corona ni elm. En aquest període el segell no seria únic i, coincidint amb ell, es faria servir un altre timbre al·legòric, amb una ciutat sobre aigües. Un segon període amb un escut caironat i amb corona reial, a partir de 1377. Un tercer període on s'afegiren dues «L» coronades com a tinents i un ratpenat com a cimera, cap a 1662. I un quart, a partir de 28 de maig de 1808, quan s'afegiren les dues branques de llorer.

### El Senyal Reial i la ciutat sobre aigües

Escut que apareix als primers segells de la ciutat.

Inicialment, després de la conquesta (1238), i fins 1377, la ciutat de València utilitzà com a escut d'armes un escut puntegut i sense timbre amb el senyal reial, això és, en camper d'or els quatre pals rojos. Hom l'anomena també escut o barres d'Aragó així com armes del casal de Barcelona. Jaume I el feia servir als seus segells, i València també l'adoptà per demostrar que era cap i casal del Regne.
També s'utilitzà, puntualment, un emblema que feia referència a la seua localització: una ciutat murallada sobre ones. D'aquest escut només s'han trobat tres representacions a la ciutat de València. La més antiga és un segell en lacre i cera negra que penja d'un document datat el 27 de maig de 1312 que es troba a l'Arxiu de la Catedral de València. El document és del Justícia de València i va dirigit al comú de Gènova. En el segell es representa la ciutat de València damunt d'aigües, amb una muralla amb quatre torres i, per darrere d'elles, a intramurs, una torre més gran amb cúpula i una creu. Tot allò va envoltat per la llegenda «S. CURIE: ET. CONCILII. VALENCIE», és a dir, «Siguillum Curie et Concilii Valenciae» (Segell del Justícia i Consell de València).

Segell de 1312 (recreació).
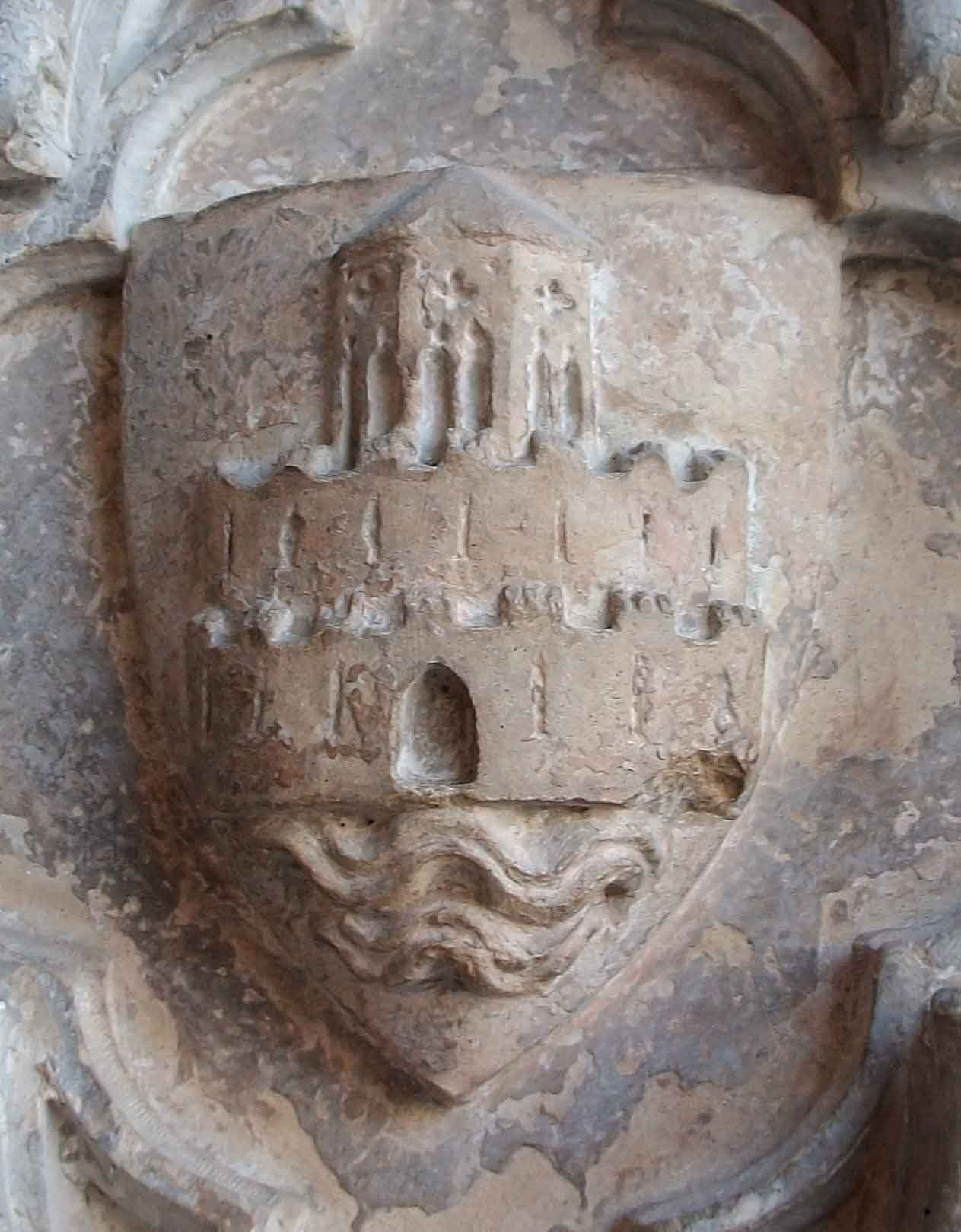
Porta de la Catedral, 1350?.
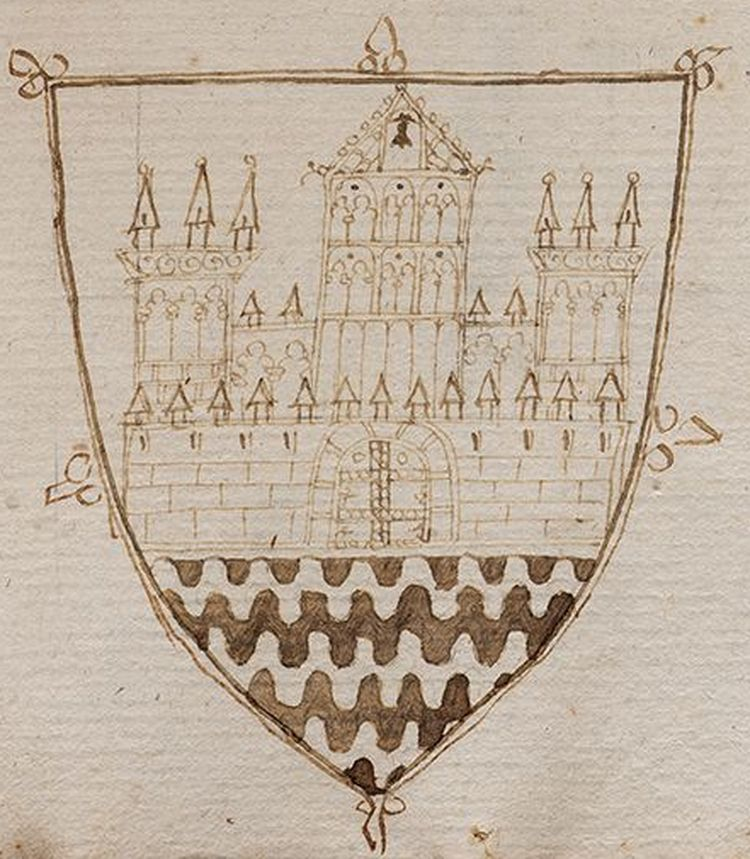
Terç libre de messions et despeses de valls i portals, 1356.
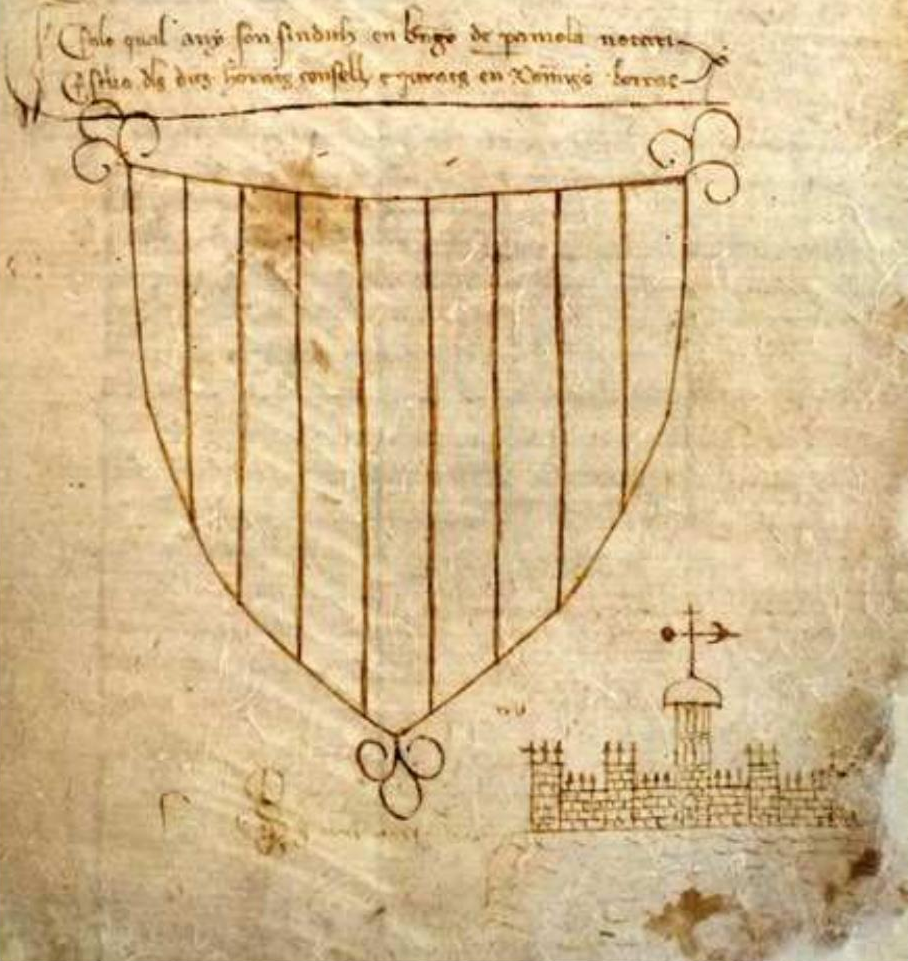
Manual de consells, 1359.

La segona representació d'aquest escut la trobem al muntant esquerre de la porta gòtica o dels Apòstols de la catedral de València. Hi apareix una doble muralla amb, el que sembla, el cimbori de la Catedral. Encara que hi ha alguns autors, com Sanchis i Sivera, que pensen que aquestes són les armes del bisbe Jaspert de Botonac i no les de la ciutat.
La tercera representació la trobem a l'Arxiu Històric Municipal de València, al Palau de Cervelló, al Terç libre de diverses messions et despeses de les obres dels valls nous et portals de 1356. Hi apareix representat aquest escut amb una muralla emmerletada amb una porta de ferro. Darrere de la muralla hi apareix un palau amb dues torres amb finestres bífores. L'edifici central està dividit en tres cossos i té un campanar amb una campana. Aquest escut, duplicat, acompanya un altre escut amb el senyal reial. També acompanyant l'escut reial fou dibuixat l'antic segell en el Manual de Consells de la ciutat de 1359. Es diferencia del segell en dos aspectes: la ciutat no es troba sobre les ones i damunt la cúpula no hi ha una creu, sinó un penell en forma de fletxa, rematat en creu.
També apareix aquest escut mencionat a les Trobes de mossén Jaume Febrer, llibre que actualment no té cap consideració històrica ja que hi ha certa unanimitat entre els investigadors de que es tracta d'una falsificació històrica del segle xvii, plena d'afirmacions absurdes i sense cap rigor, com remuntar aquest escut a l'època romana.

### El Senyal Reial coronat

Senyal Reial coronat.

A partir del regnat de Pere el Cerimoniós (1336-1387), començà a utilitzar-se l'escut amb forma de cairó, és a dir, un quadrat recolzat sobre un vèrtex, amb els quatre pals de gules en camper d'or, i una corona reial.
El 10 de març de 1377 el Consell de la Ciutat acordà destruir els segells que representaven la ciutat sobre aigües, i substituir-los per la forma antiga, això és, els quatre pals, presents en els penons, banderes i armes antigues de la ciutat, i en els segells antics del Consell. També es decidí afegir la corona reial per dos motius: el primer per ser València cap del regne, i el segon en reconeixement de la lleialtat a la Corona davant els dos setges que va sofrir en la guerra contra en Pere el Cruel de Castella:
| «                                                                                                  | E haud parlament sobre les coses deius escrites, lo dit consell, pensan que en los sagells de les corts dels ordinaris de la dita Ciutat no havia covinents ne encara deguts senyals, com en cascu daquells hagues senyal de edificis a forma de vna ciutat. E se cert que·l senyal per los molt alts senyors reys d'Aragó atorgat e confermat a la dita ciutat era e és lur propi senyal Reyal de bastons o barres grogues e vermelles. E axi apparia en dues coses la primera en les banderes e penons e altres armes antigues de la dita Ciutat e la segona en los sagells antichs del consell de la dita Ciutat. Per tal, lo dit Consell deliberadament e concordant, tench [tengué] per bé, e volch [volgué] e provehí quels Ordinaris e escrivans de les dites corts deposats los dits senyals e sagells veylls dessus dits, e aquells trencats quant los nouells sagells deius contenguts los seran liurats facen senyal e vsen del dit senyal Reyal axi com a propri del senyor Rey per lo qual e per auctoritat del qual tenen e regexen lus officis e axí com a senyal encara de la dita Ciutat en la qual fan lo dit regiment o exercici. E que encontinent o com enans bonament fer se puxen los dits Jurats a messio de la dita Ciutat facen fer tres sagells dargent pera les corts dels dits ordinaris ço es de Justicia en criminal de Justicia en ciuil e de Justicia en fets ciuils tro en suma de ccc. solidos e dos sagells ·i· gran e ·i· poch per al consell e per al offici de la dita juraderia segons que huy los te. Aço enadit que en lo senyal Reyal de cascun del dits Cinch segells al cap subira sia feta corona per dues raons: la primera, car la dita ciutat es cap de Regne Majorment, e la segona Car lo molt alt senyor Rey ara Regnant per son propi motiu e de sa mera liberalitat tenint se axí con fon [fou] sa mercé, per molt servit de la dita Ciutat, senyaladament en la guerra de Castella prop passada, specialment en los dos setges e pus principalment en lo segon e derrer daquells tenguts sobre aquella per lo Rey Castellà enadí la dita corona al dit senyal e per maior certificacio e memoria lo dit senyor ladonchs e de ladonchs a ença continuament en les sues Reyals letres que ell signa de sa ma ço es en lo seu titol on se diu Rey darago de Valentia ctr. en la .L. que es mijana letra daquest nom Valencia pinta de sa ma vna corona per tal forma VaῘentia. Fo empero intenció del dit Consell, e axí ho declara, que en los dits v. sagells, jassia tots dunes armes o dun senyal, sia feta alcuna differencia no solament en les letres del cercle continents cascunes lo nom de la Cort don será, e axi mateix del Consell, ans encara en alcuna majoritat e altra diferencia de forma, per manera que a tot hom puxa apparer la conexança de cascun dels dits sagells. E tot aço a arbitre e bona coneguda dels dits honrats jurats. | » |
| — Manual de Consells de 1377 (Arxiu Històric Municipal de València, anys 1375-1383, n. 17, sig. A) | |   |

Podem trobar molts exemples d'aquest senyal en edificis i mobiliari d'aquest període: a les façanes i a l'interior de la Llotja de la Seda, a l'enteixinat de l'antiga Casa de la Ciutat conservat a la Sala Daurada del Consolat de Mar, a la caixa de gros o de cabals del Palau de Cervelló, etc.

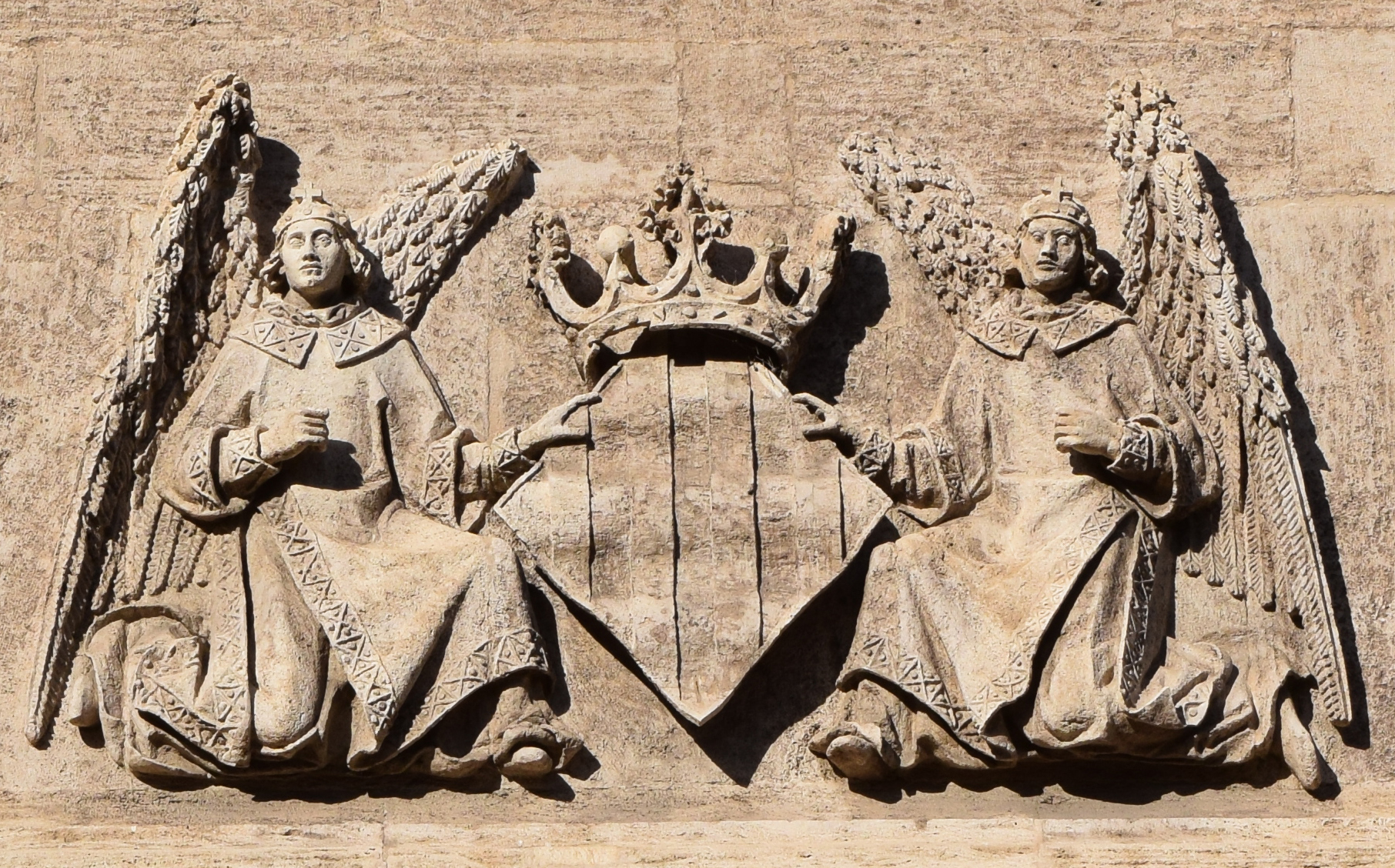
Escut de la ciutat sostingut per dos àngels. Llotja de la Seda, façana de la plaça del mercat.
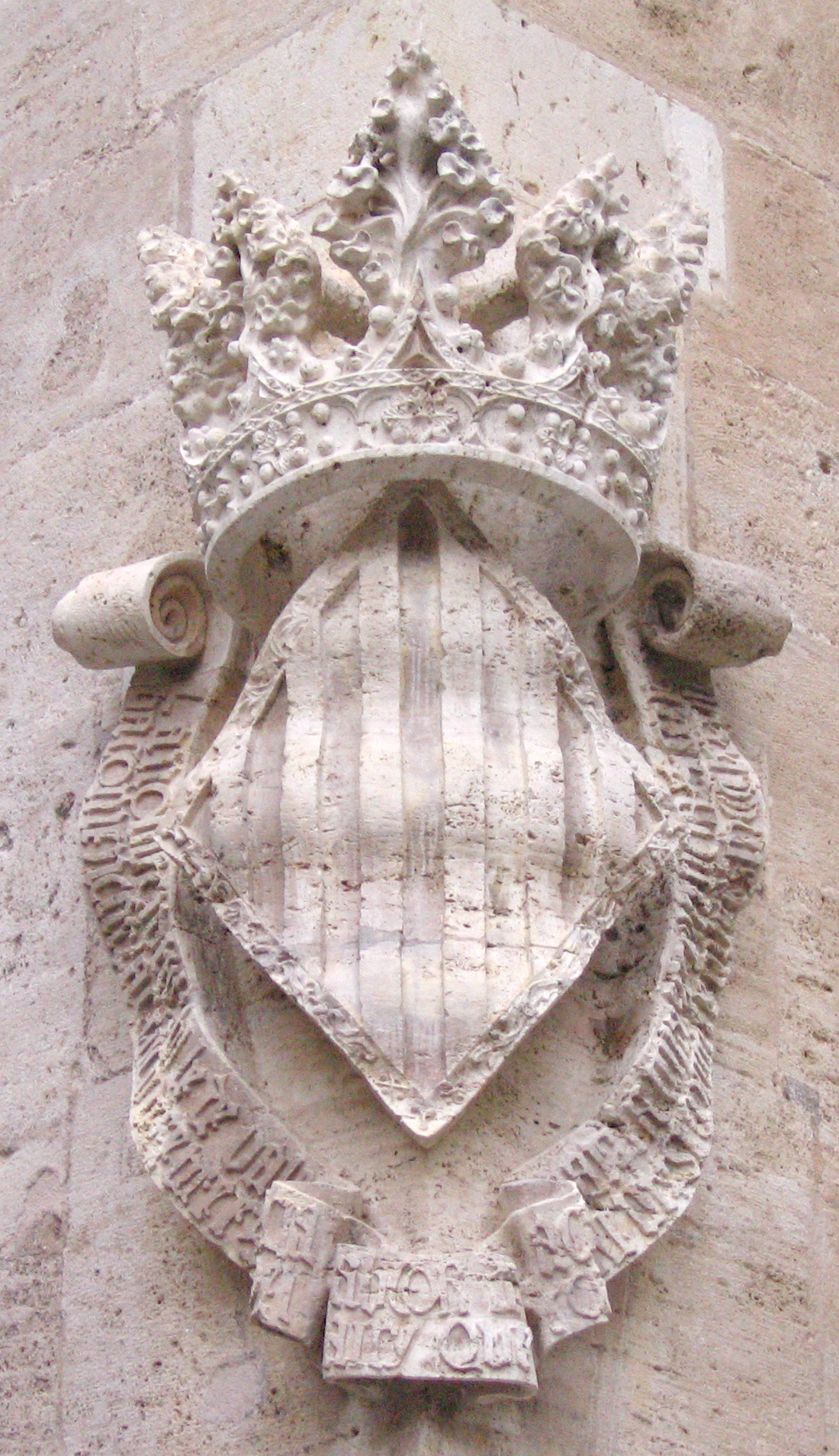
Escut amb inscripció. Llotja de la Seda, façana de la plaça del Dr. Collado.
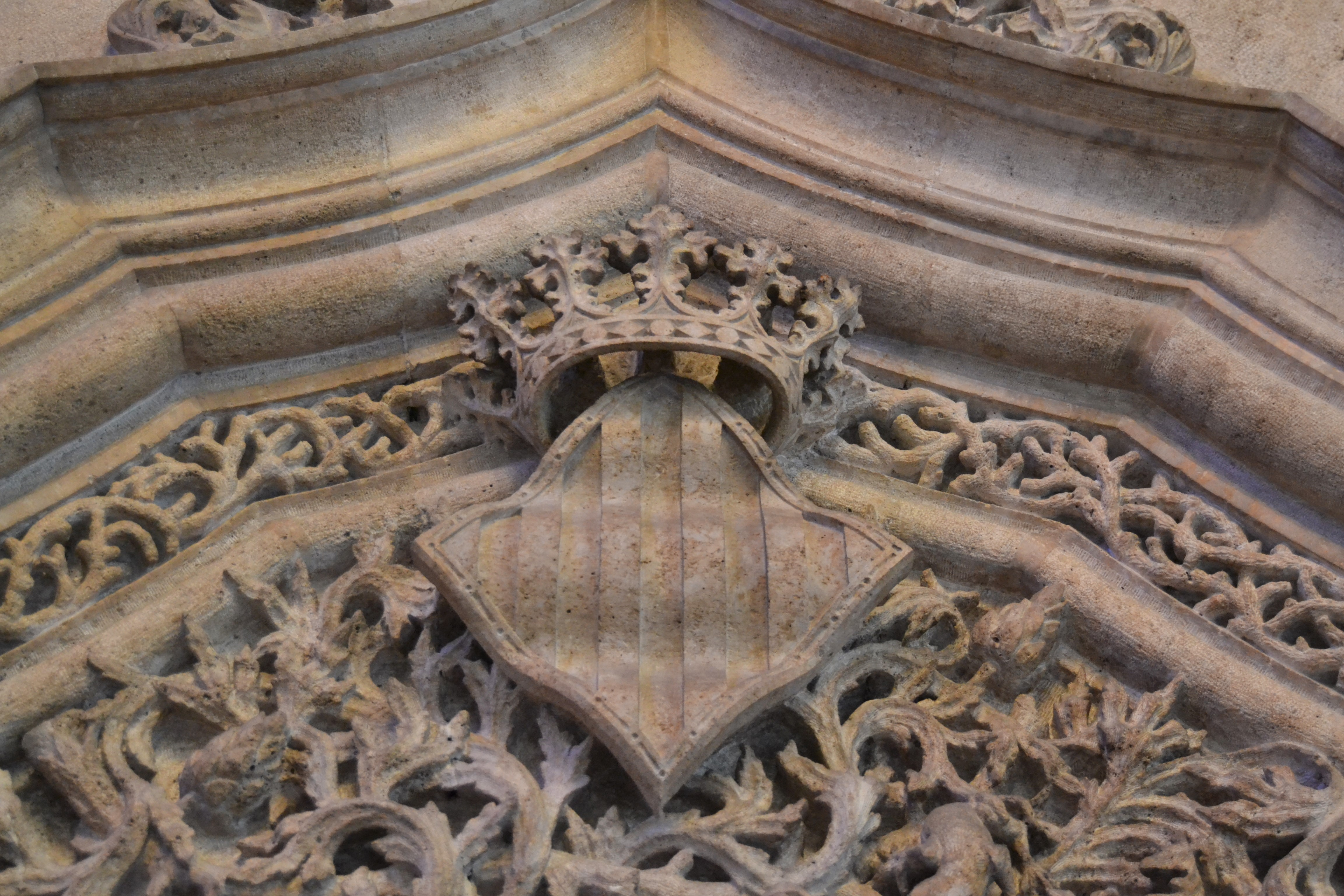
Portalada de la capella, Llotja de la Seda.
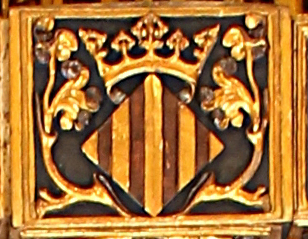
Detall del sostre gòtic de l'antiga Casa de la Ciutat.
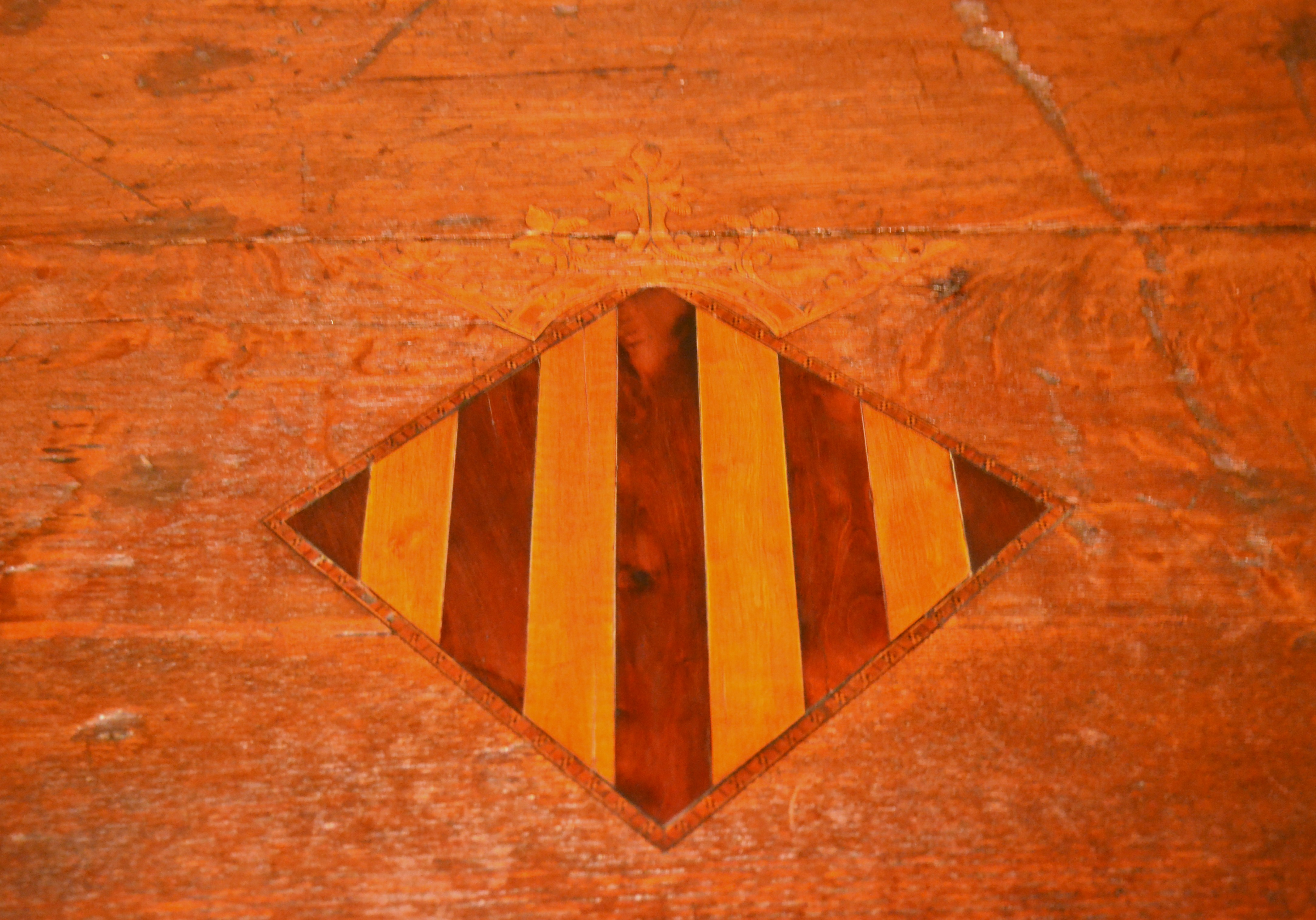
Escut a la caixa de gros o de cabals, Palau de Cervelló.

L'antic senyal de la ciutat emmurallada només aparegué puntualment i sempre fora del País Valencià, normalment a l'estranger. Així, per exemple, el trobem a un gravat de 1559, publicat a Anvers, que pertany a la sèrie «La magnifique et sumptueuse pompe», on es representa la processó fúnebre per les exèquies de Carles V, celebrada el 29 de desembre de 1558 a Brussel·les. A l'estampa núm. 15 d'aquesta sèrie podem veure tres cavallers que representen a València, dos d'ells duen un cavall sense genet i el tercer porta un guió. La ciutat emmurallada hi figura a les gualdrapes del cavall i al guió. Possiblement es recorregué a aquest emblema, malgrat que feia 180 anys que no es feia servir, per diferenciar el Regne de València del Regne d'Aragó, territori amb què compartia el Senyal Reial i que, d'acord amb les normes de protocol, desfilava en un lloc preferent de la mateixa desfilada per ser un Regne més antic, en un lloc més a prop del cavall que representava l'Emperador, i del mateix Rei Felip II que anava prop del final.

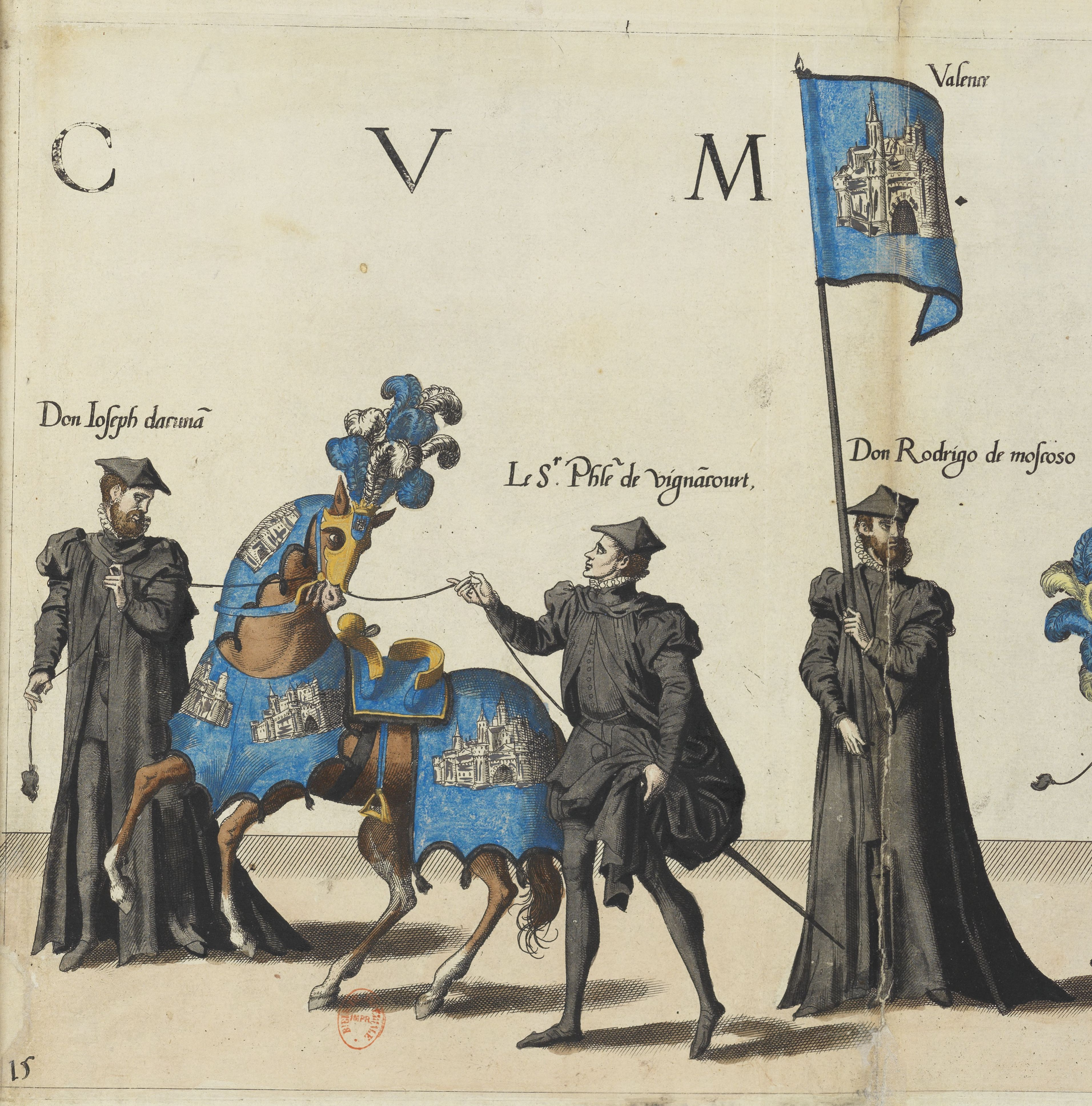
València a La magnifique et sumptueuse pompe,[10] Anvers-1559.
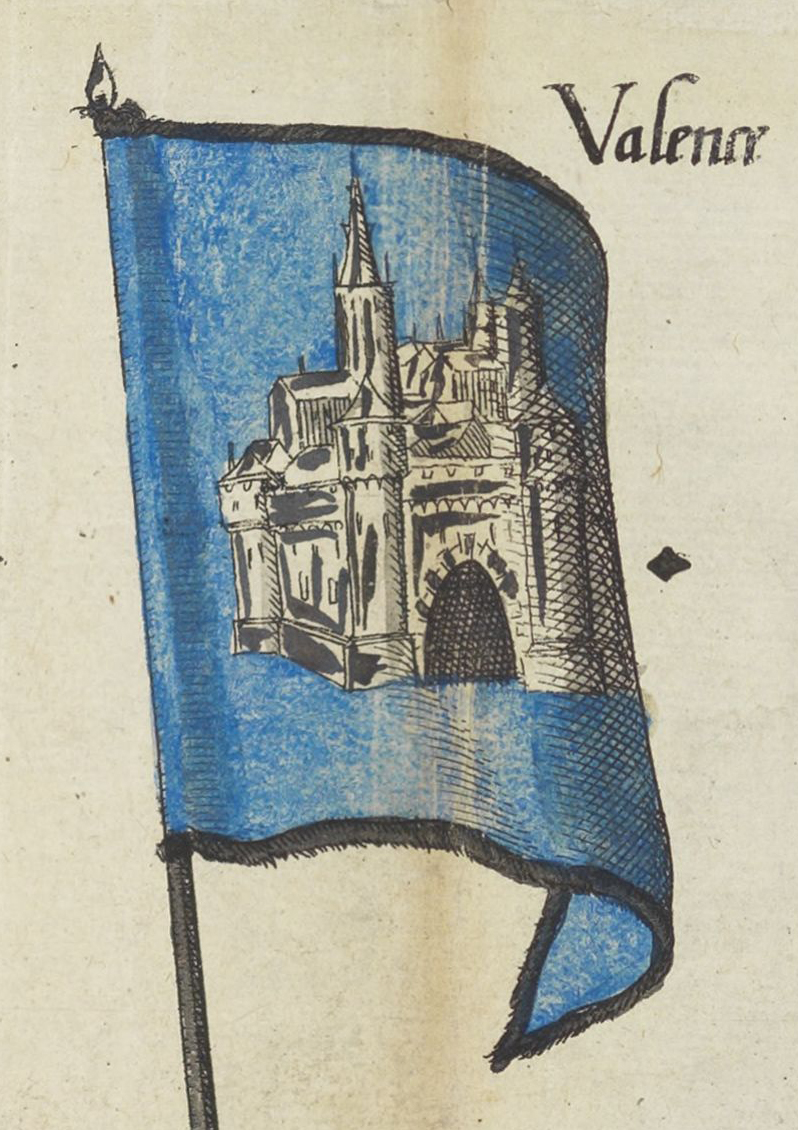
ídem, detall.
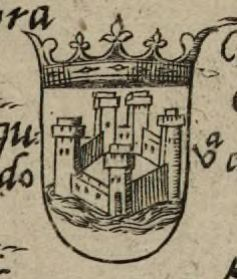
Nova Descriptio Hispaniae,[11] Londres-1555.
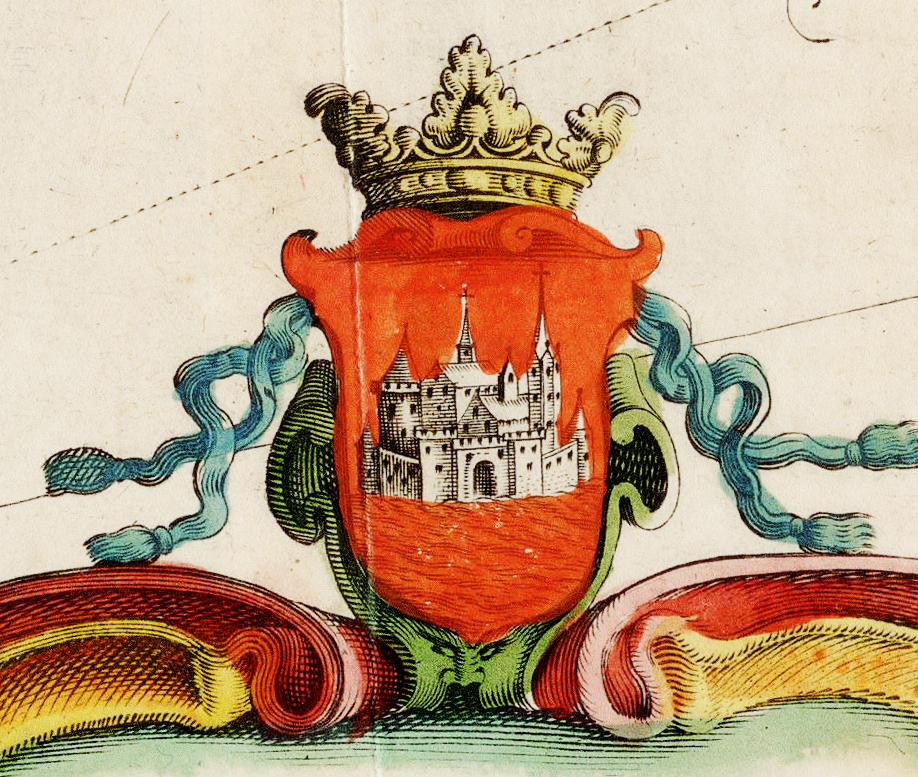
Valentia Regnum, Amsterdam-1638.
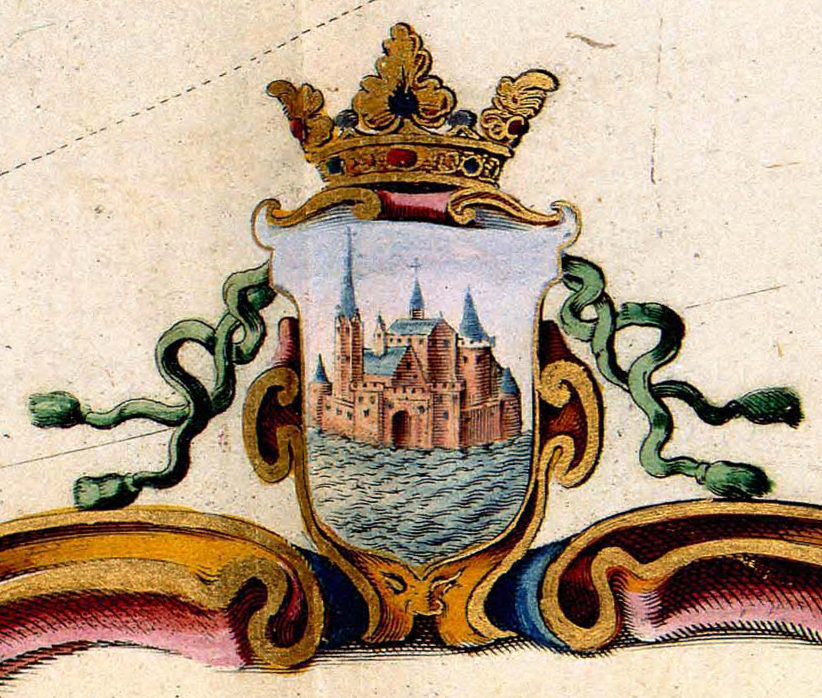
ídem, 1690?

També hi apareix a alguns mapes i portolans, probablement per la influència que exercí la desfilada de 1558 o per altres referències de l'antic segell. El trobem a la «Nova Descriptio Hispaniae» de Thomas Gemini i Jerònim Cock (Londres, 1555), al «Valentia Regnum; Contestani, Ptol. Edentani, Plin.» de Willem Blaew (Amsterdam, 1634) i altres posteriors. En tots aquests casos s'utilitzà aquest senyal per a representar al Regne, malgrat que fou un senyal utilitzat només per la ciutat durant un curt període, entre 1300 (aprox.) i 1377.

### El ratpenat i les dues «L»
Des d'aleshores l'escut varià mínimament, com així es pot veure en la majoria de segells i obres realitzades des d'aquell moment. Més tard, s'afegiren dues "L" coronades a cada banda de l'escut, atribuïdes a un dret concedit per Pere el Cerimoniós, que simbolitzaven la lleialtat de la ciutat a la Corona durant els dos setges de la guerra amb Castella. Existeixen documents on Pere el Cerimoniós quan enumera els seus títols (Rei d'Aragó, de València, de Mallorca, comte de Barcelona, etc.) signa i col·loca a mà una corona sobre la "L" de València.
El 1460, Jaume Roig, a la seva obra L'Espill, es va referir al blasonament de l'escut de la ciutat i a l'esmentat origen, sense cap referència a les dues "L", però sí a la lleialtat:
| «                       | Sabé's defendre / del rei malvat / esta ciutat / molt valentment / e llealment, / absent son rei. / Per tal servei/ e valentia / per cortesia, / de tot peatge / e cabessatge / morabatí, / la enfranquí / lo seu rei Pere, / que alt prospere / en lo cel Déu; / com tanta hi véu / fidelitat, / feu la ciutat / noble, reial, / com pus lleal / la coronà, / e li donà, / com molt l'amàs, / sola portàs / en sa bandera, / penó, senyera, / altres senyals:/ armes reials / soles pintades, / no gens mesclades / ab lo passat, / lo camp daurat, / vermells bastons, / sobre'ls cantons / d'or coronat. | » |
| — Jaume Roig, L'Espill) | |   |

El 1503, la vibra o drac alat, que encara avui apareix a l'escut del País Valencià, va integrar-se a l'escut de la ciutat, però amb la forma de ratpenat, un animal que ja s'utilitzava en altres representacions i que s'associava a alguns mites de la conquesta de València per Jaume I. Al segle xvii el ratpenat ja és oficial i apareix en tots els impresos oficials.

### L'escut actual, amb branques de llorer
Durant la Guerra de la Independència Fernan VIIé atorgà dues branques de llorer, afegides com a recompensa per la resistència de la ciutat davant el francés.

## Llegendes associades a l'escut

### La llegenda del lliri de Lleida
Segons una llegenda recollida per Joan Amades, per tal de promoure l'esperit de conquesta el rei Jaume va prometre atorgar a València l'escut i els Usatges de la gent que aconseguira arribar abans a la ciutat a força d'armes. Qui va guanyar la juguesca va ser Lleida i es diu que en memòria d'aquell fet es va posar els quatre pals de l'escut lleidatà i una L a cada costat de l'escut que recordés el nom de la ciutat. També es diu que en memòria d'aquells fets la ciutat de Lleida va donar un lliri del seu escut de manera que ara només en té 3. A l'escut però que és fet servir actualment per l'ajuntament de València no s'hi aprecia tal lliri. La ratapenada de sobre l'escut l'hauria afegida el rei en memòria de l'animal que va fer guanyar la brega als lleidatans contra els moriscs. La llegenda es recordava dient que Lleida ha foradat, ja que es deia que havien estat els primers a foradar les muralles. A València hi ha el carrer de 'El Trench' que situa aquí el primer badall o trencament que es féu a la muralla andalusina, que podria entroncar amb aquest relat. 

### La llegenda de l'oroneta
En una altra llegenda s'explica l'origen del ratpenat confonent-lo amb l'oroneta que havia fet el niu al tendal o pavelló de Jaume I a Borriana i que el rei va protegir, segons explica a la seva autobiografia o Llibre dels feits. Aquesta llegenda és semblant a una de mallorquina, segons la qual el rei protegí un ratpenat que es trobava dins la primera mesquita consagrada, de la ciutat de Mallorca, l'actual església de Sant Miquel.

## Imatges

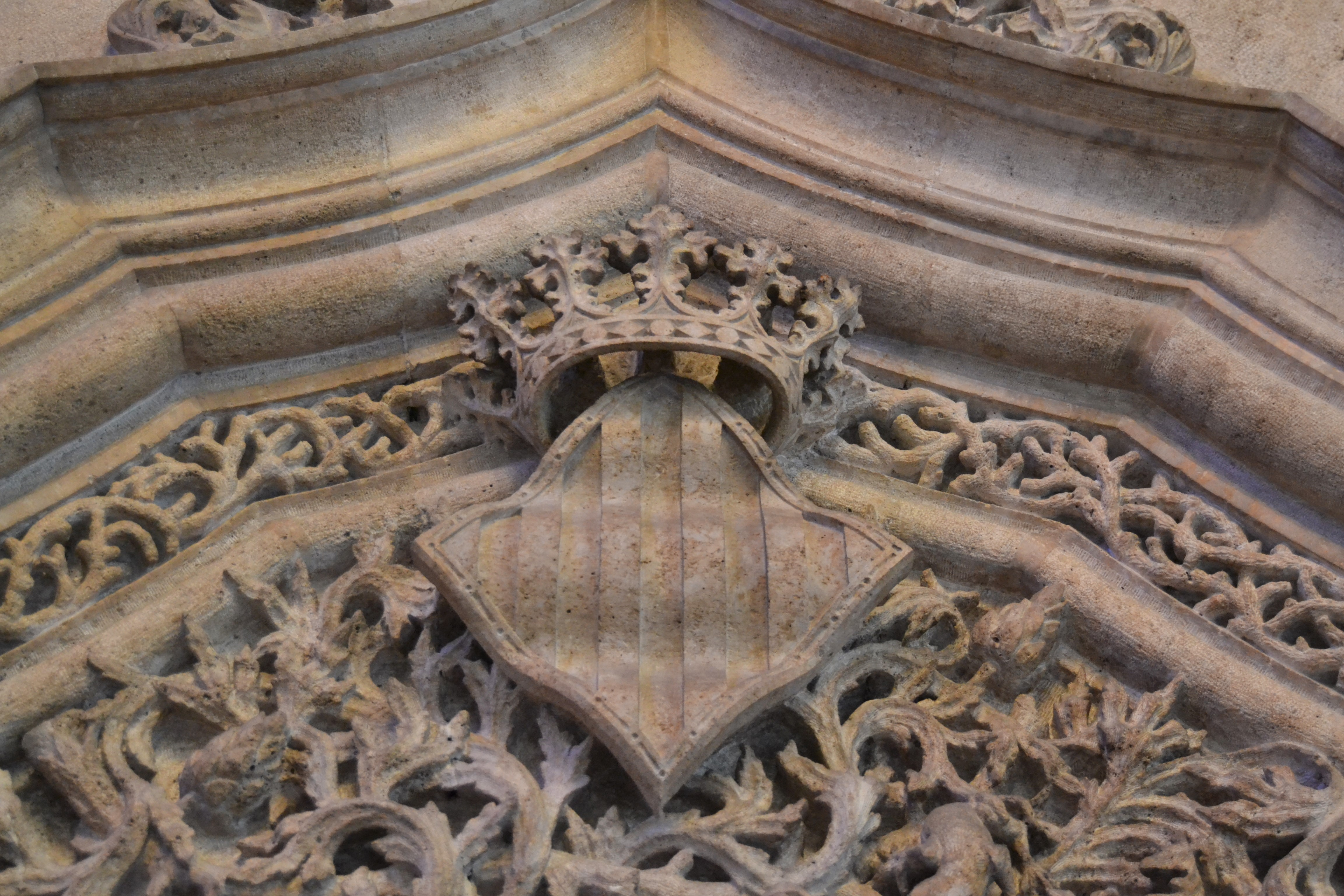
Escut sobre la portalada de la capella de la Llotja de la Seda.
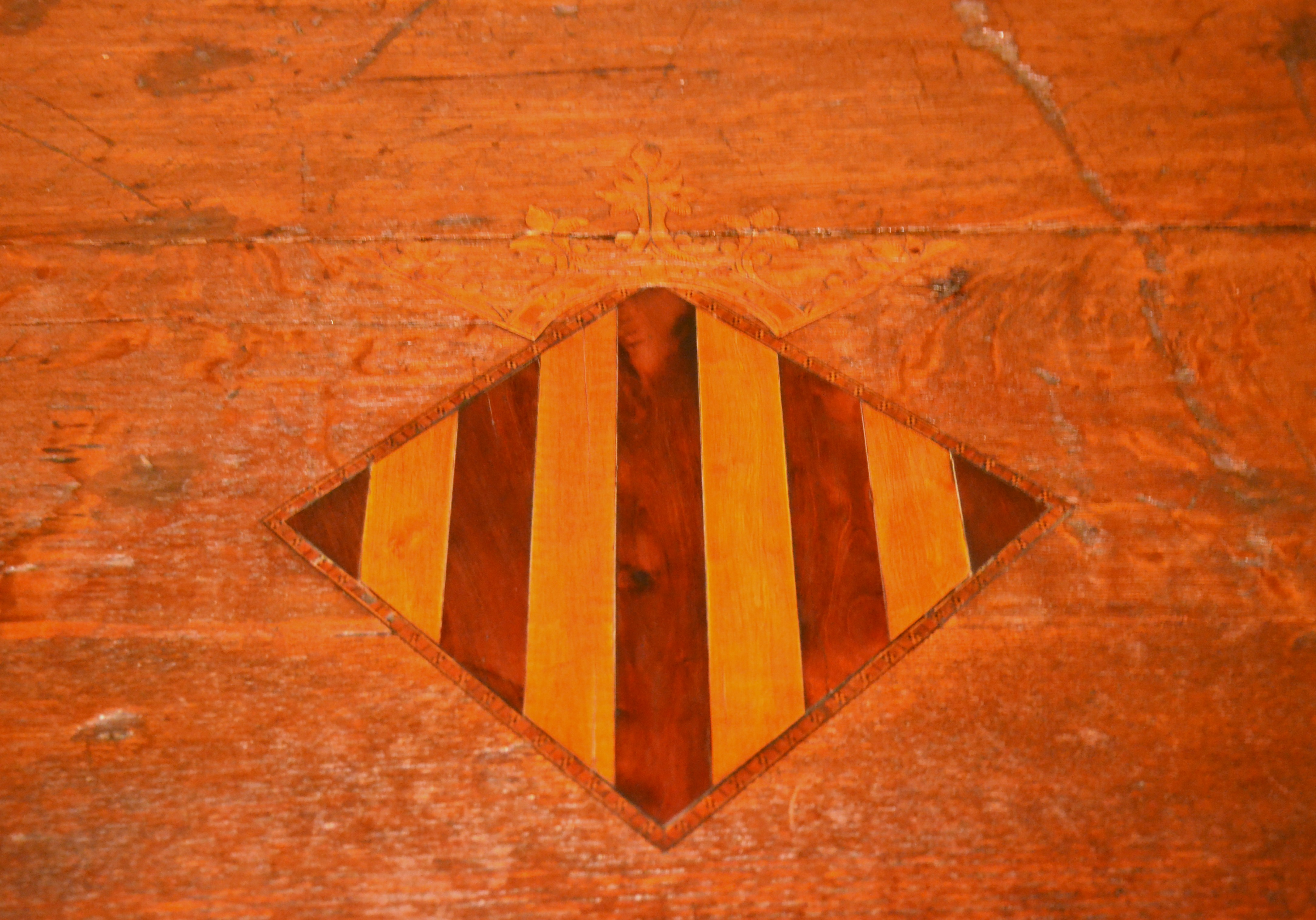
Escut a la caixa de gros o de cabals del Palau de Cervelló.
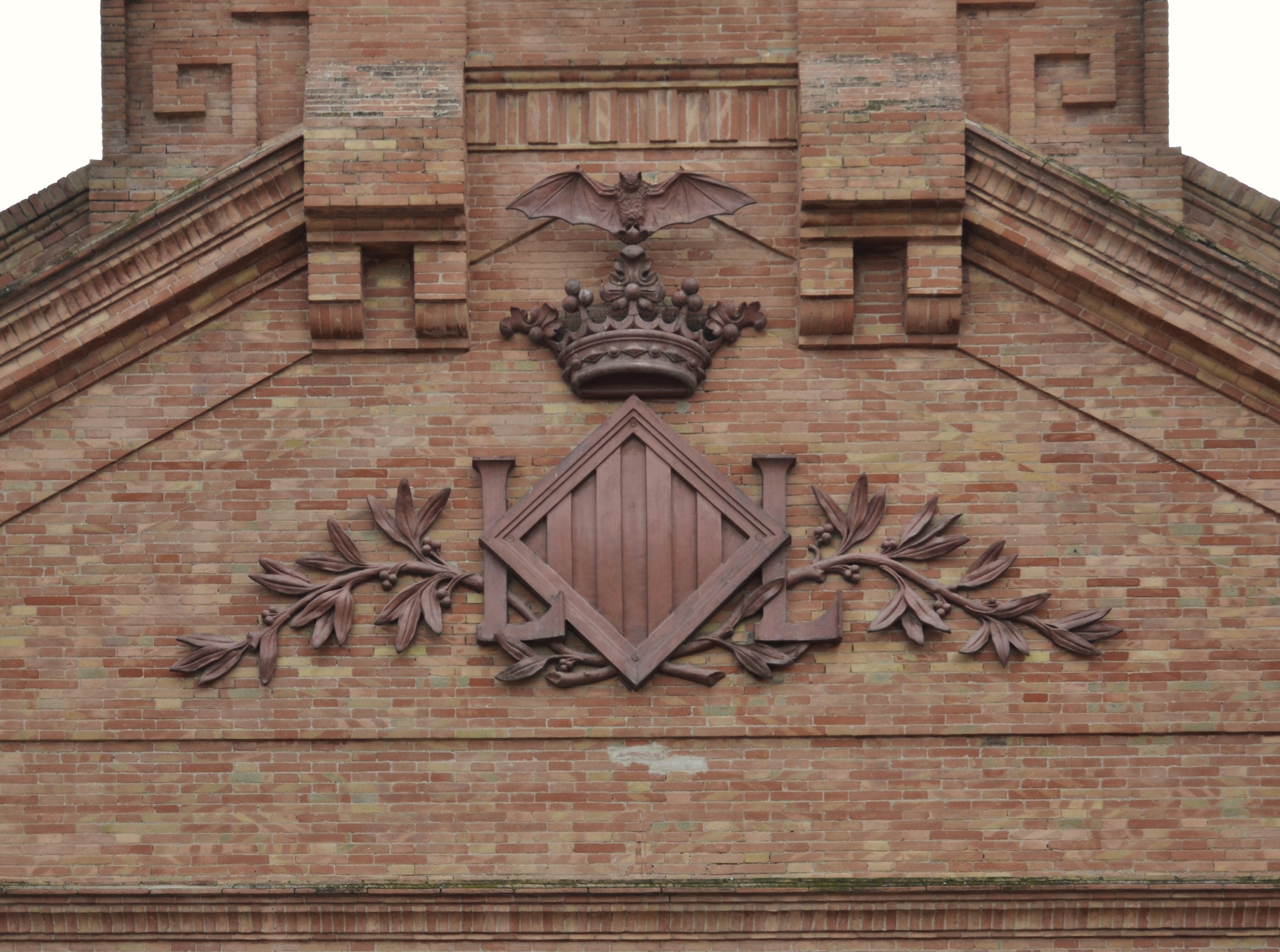
Escut a l'antic escorxador de la ciutat.
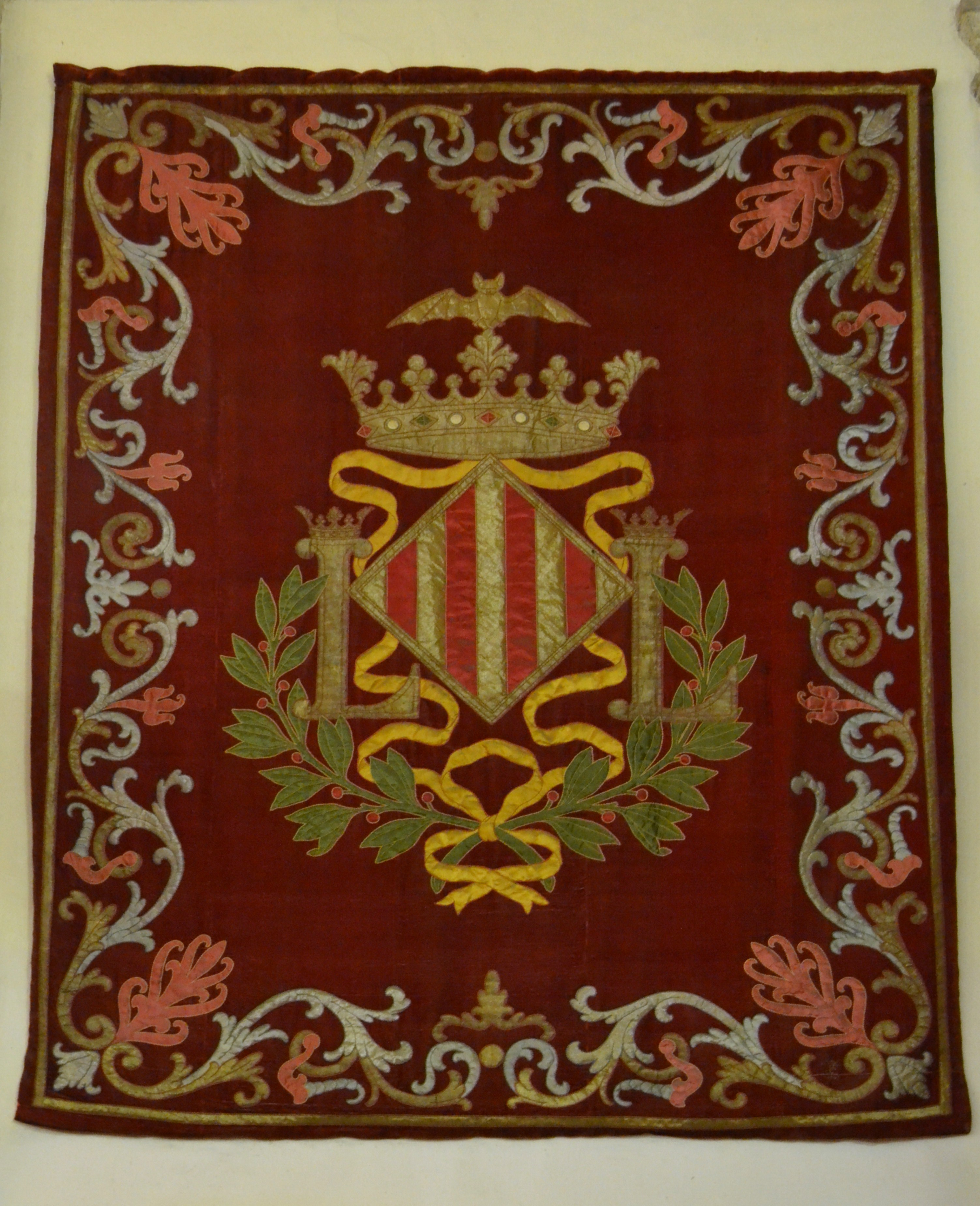
Reboster al Convent de Sant Doménec.
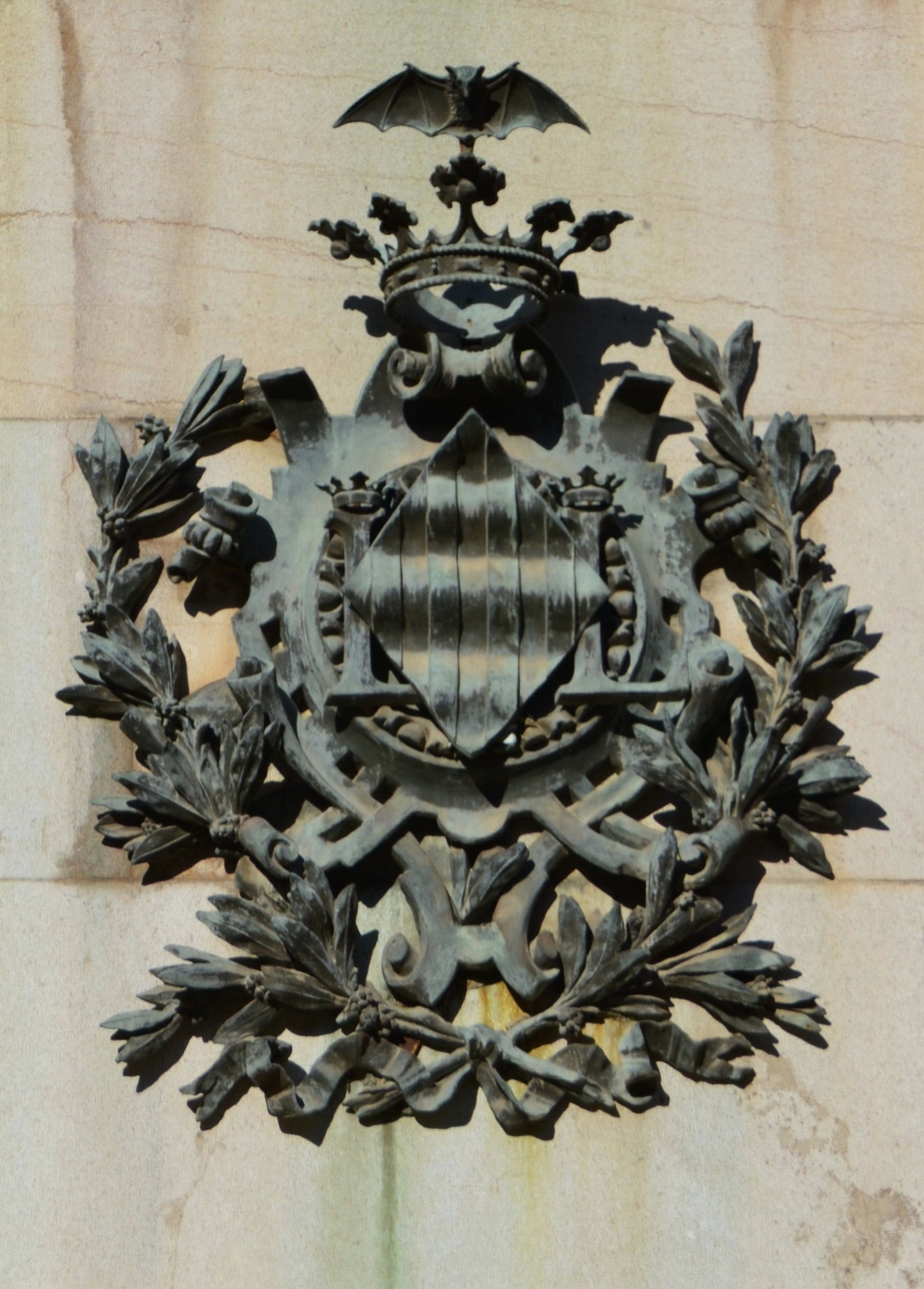
Escut de València al monument a Jaume I, als jardins del Parterre.
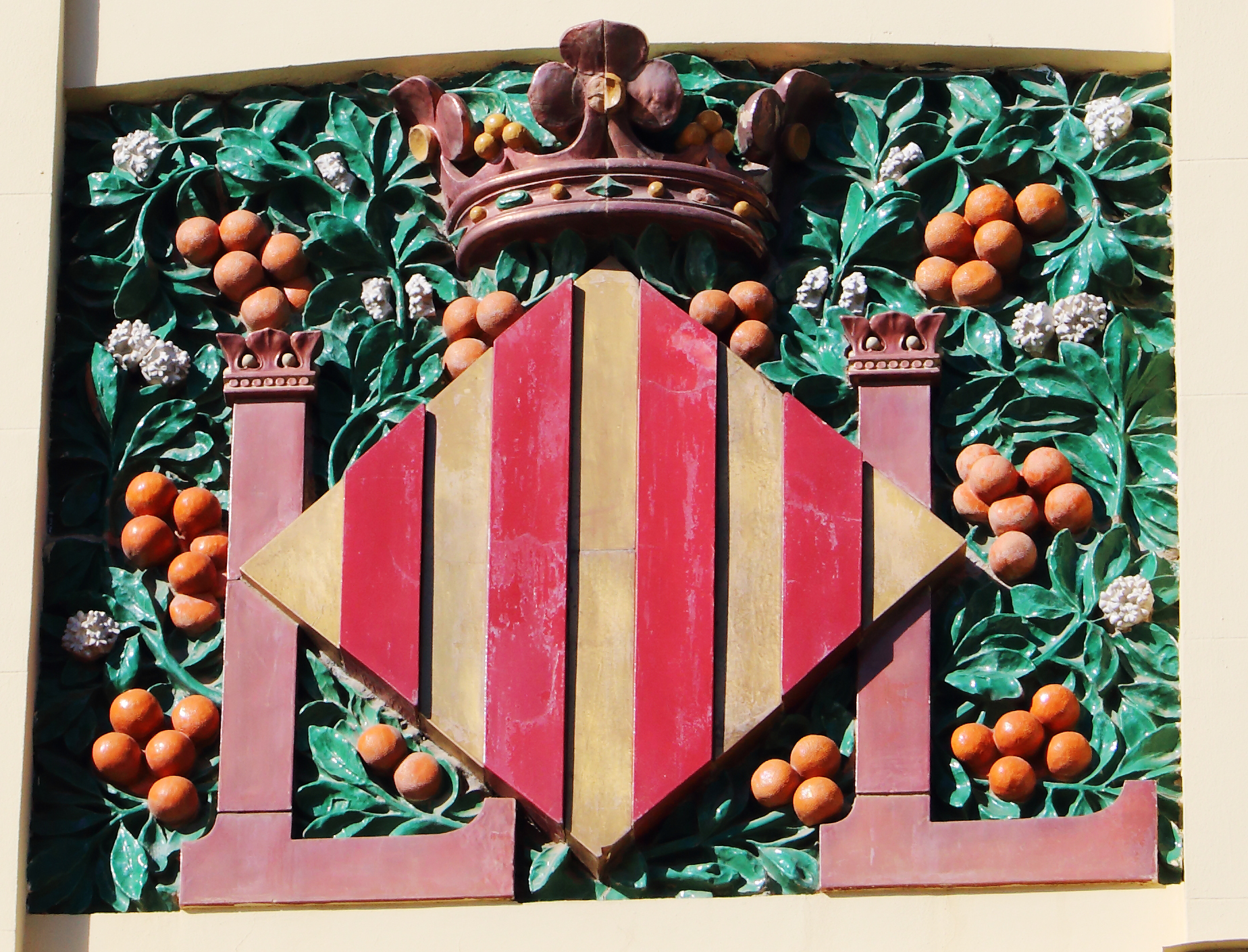
Escut a l'Estació del Nord.
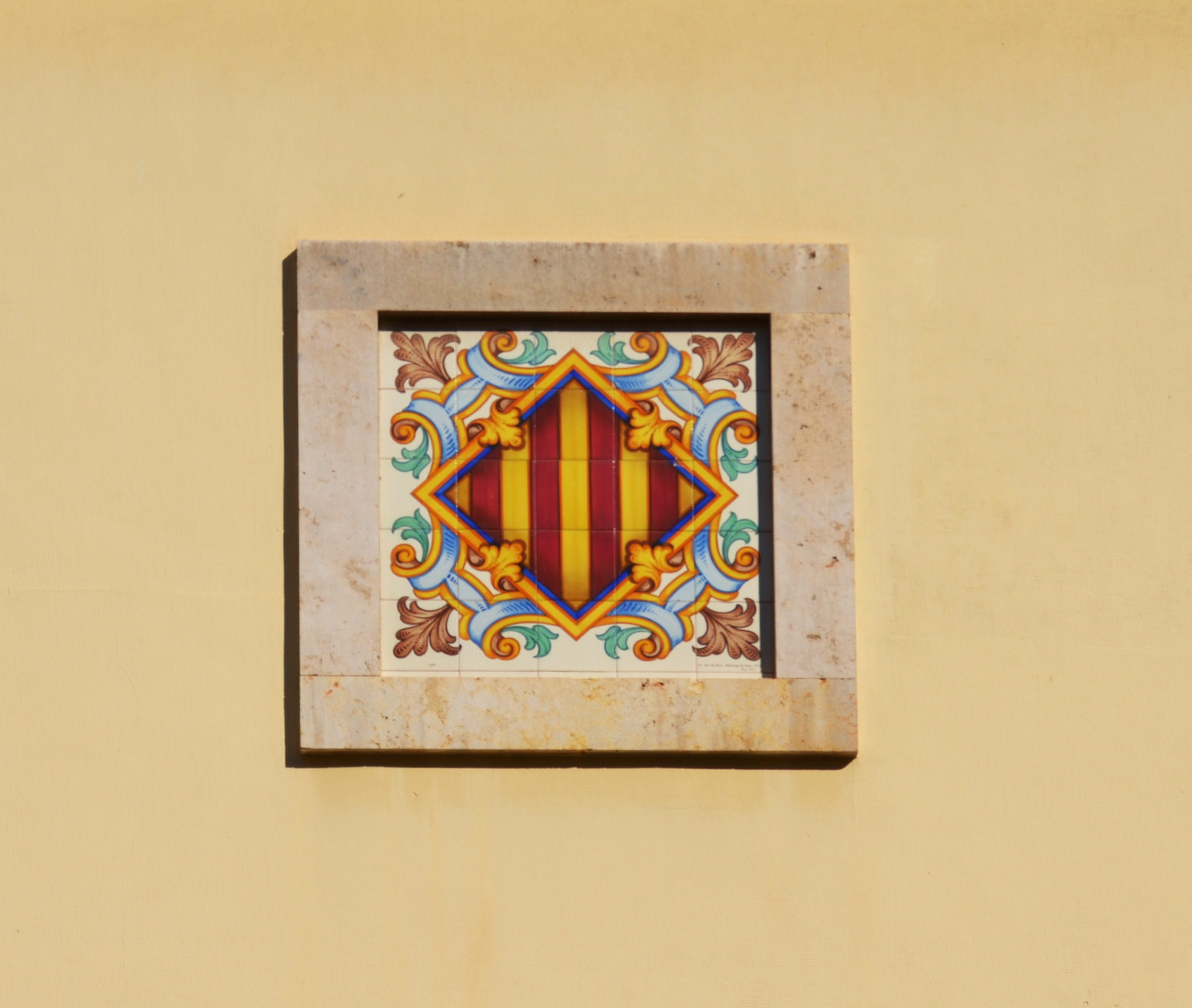
Escut en l'Antic Mercat d'Abastiments de València.
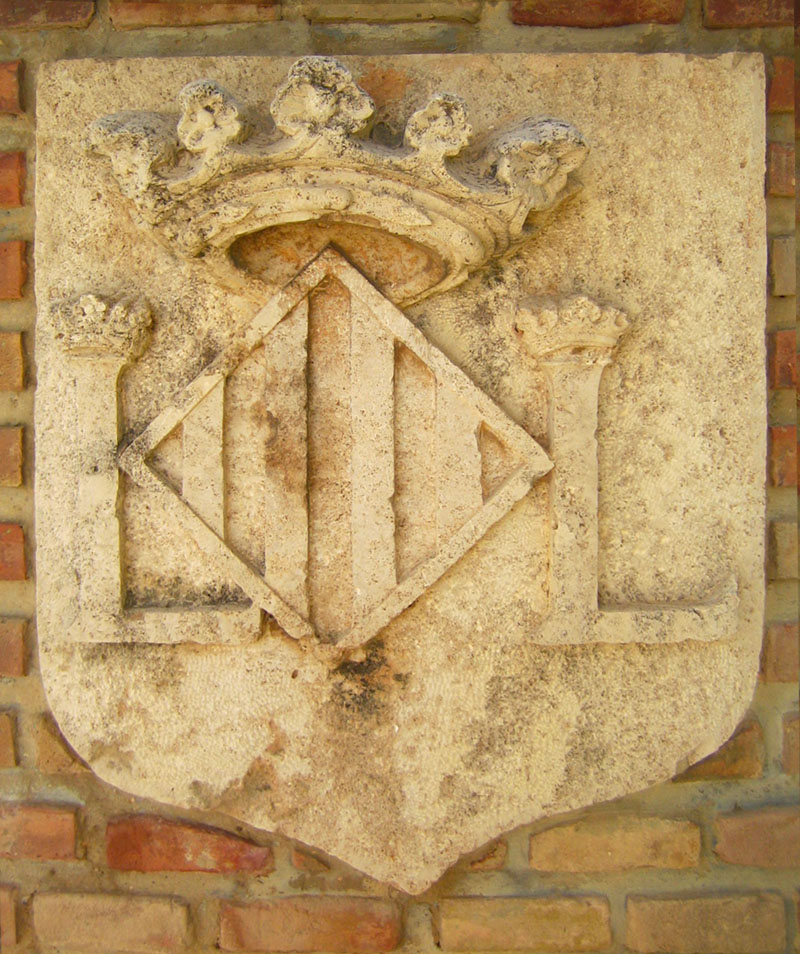
Escut de València a l'entrada de la casa forestal del Saler.